# شيبريوش
شيبريوش هي قرية تقع في إقليم أراد في رومانيا. تبعد عن أراد 63 كم.

## السكان
حسب إحصائيات 2002 بلغ عدد سكان القرية 2,472 نسمة.